# فرانسواز بوجولد
فرانسواز بوجولد (بالإنجليزية: Françoise Bujold)‏ (6 مارس 1933، بونأفنتور في كندا - 18 يناير 1981، مونتريال في كندا)؛ كاتِبة وشاعرة كندية